# Whiteside Hill
Der Whiteside Hill ist ein 330 m (nach britischen Angaben 345 m) hoher und vereister Hügel an der Oskar-II.-Küste des Grahamlands auf der Antarktischen Halbinsel. Er ragte vormals an der Südflanke des Mündungsgebiets des Evans-Gletschers in den Hektoria-Gletscher auf. Durch den Gletscherrückgang liegt er inzwischen auf der Blagoewgrad-Halbinsel südlich des Vaughan Inlet.
Der australische Polarforscher Hubert Wilkins erkundete dieses Gebiet bei seinem Antarktisflug am 20. Dezember 1928. Der Falkland Islands Dependencies Survey kartierte den Hügel 1947 als Kap. 1955 korrigierte sich der Survey dahingehend, das Objekt als Hügel zu beschreiben, der allmählich in die Eismassen des Evans-Gletschers übergeht. Das UK Antarctic Place-Names Committee verlieh ihm 1959 seinen deskriptiven Namen.